# Jumellea walleri
Jumellea walleri là một loài thực vật có hoa trong họ Lan. Loài này được (Rolfe) la Croix mô tả khoa học đầu tiên năm 2000.